# Gouvernement Schollaert
Royaume de Belgique
de Trooz de Broqueville I

## Introduction
Le gouvernement Schollaert est le gouvernement fédéral qui dirigea la Belgique du 9 janvier 1908 jusqu'au 8 juin 1911. C’est un gouvernement exclusivement catholique (de 1884 à 1916, date de fin du gouvernement de Broqueville, tous les gouvernements sont exclusivement catholique).Ce gouvernement, avec à sa tête François Schollaert, succède le gouvernement de Jules de Trooz et précède celui de Charles de Broqueville. Avant 1918, on ne parlait pas de premier ministre. Schollaert est donc le premier du gouvernement et est à la fois ministre de l’intérieur - fonction qu’il a déjà exercée entre 1895 et 1899 - puis de l’agriculture et enfin des arts et des sciences.

## Composition
| Ministère                                                    | Nom                 | Parti            |
| ------------------------------------------------------------ | ------------------- | ---------------- |
| Ministre de l'intérieur                                      | François Schollaert | Parti catholique |
| Ministre des affaires étrangères                             | Julien Davignon     | Parti catholique |
| Ministre des arts et des sciences                            | Édouard Descamps    | Parti catholique |
| Ministre de justice                                          | Jules Renkin        | Parti catholique |
| Ministre des finances                                        | Julien Liebaert     | Parti catholique |
| Ministre de l'agriculture ad interim                         | Joris Helleputte    | Parti catholique |
| Ministre des travaux publics                                 | Auguste Delbeke     | Parti catholique |
| Ministre de la guerre                                        | Joseph Hellebaut    | Technicien       |
| Ministre des chemins de fer, des postes et de la télégraphie | Joris Helleputte    | Parti catholique |
| Ministre de l'industrie et du travail                        | Armand Hubert       | Parti catholique |

## Programme
François Schollaert a comme ambition d’instaurer deux lois qui marqueront son gouvernement : la loi scolaire et la loi militaire. Il traite aussi de la question du Congo, qui sera une de ses préoccupations durant sa fonction de ministre de l’intérieur

### La loi militaire
La question du service militaire obligatoire prend de plus en plus d’importance dans les années 1900 en Belgique. En effet, le 21 mars 1902, un projet de loi militaire instaurant le volontariat, est voté et sanctionné par Léopold II et amena les effectifs de guerre de 130 000 à 187 000 hommes. Cette loi maintient le tirage au sort avec remplacement pour les personnes riches ayant tiré un mauvais numéro. Cependant, cette loi de 1902 pose question. C’est à partir du 24 novembre 1908 que l’agitation de cette question militaire commence réellement.
Georges Snoy, député de Nivelles, en compagnie de Schollaert, Premier à ce moment, interpelle le ministre de la Guerre (Joseph Hellebaut) sur cette loi.
Il apparaît alors que l’effort de la Belgique n’est pas suffisant : il n’y a pas assez d’hommes dans l’armée. Léopold II, Roi des Belges à l’époque, est convaincu que le système ne fonctionne pas et veut que l’obligation du service militaire passe.
L’opposition et la jeune droite, quant à eux, veulent que la possibilité des remplacements pour les plus riches qui auraient été tirés au sort, soit supprimée.
La question de l’instauration du service militaire obligatoire gagne alors de plus en plus d’importance. Pour Léopold II, la réponse est positive : il faut un service militaire obligatoire. Dès lors, il va tenter de convaincre François Schollaert d’adopter une mesure instaurant le service obligatoire.
Schollaert lui, hésitait entre cela et un compromis plus doux, à savoir « le principe du service militaire obligatoire à raison d’un homme par famille». Ce principe consacre que chaque famille devra donc « donner » un fils à l’armée afin qu’il exécute son service militaire et puisse servir si besoin. Ce compromis ne supprime cependant pas le système du remplacement.
Le projet de loi est déposé le 8 juillet 1909 et prévoit en plus du service obligatoire à raison d’un fils par famille, un service supplémentaire de 20 mois dans l’infanterie, l’exemption du clergé et le maintien des effectifs du contingent à 42 800 hommes. Cependant, le projet fait l’objet de nombreuses critiques et un nouveau compromis est proposé par Paul Hymans. Celui-ci propose d’abolir les principes du tirage au sort et du remplacement, l’exemption du clergé ainsi qu’une durée de service de quinze mois. Ce projet est supporté par quelques jeunes membres de la jeune droite.
À partir du 17 novembre 1909, le projet amendé est voté article par article, tandis que le vote sur l’entièreté du projet tombe le 1er décembre 1909 par 100 voix contre 58. Le Sénat approuve le projet le 14 décembre et le Roi Léopold II le signe le même jour.
Par la suite, en 1912, la question militaire refait surface avec le nouveau gouvernement et le nouveau Roi, Albert Ier.
La suspension du service militaire obligatoire est décidée en juillet 1992 avec l’idée de la remplacer par une armée de métier, estimée être opérationnelle en 1997 et comptant 40.000 militaires. Le service obligatoire sera finalement officiellement suspendu le 1er mars 1995, date à laquelle le conseil des ministres décida de permettre aux citoyens obligés de faire leur service militaire, de rentrer chez eux.

### La reprise du Congo
Le Congo, état indépendant, était une possession privée du Roi Léopold II. Le parlement voyait mal le projet du Roi Léopold II, qui était considéré comme « grand bâtisseur » du Congo. En effet, les parlementaires ne comprenaient pas pourquoi le Roi consacrait autant de temps et de travail pour améliorer l’urbanisme ainsi que l’agglomération afin d’apporter de la lumière dans ce pays. De plus, les grandes puissances internationales voyaient mal le développement de l’État du Congo. Par conséquent, ils mettaient en avant les abus effectués par le Roi à l’encontre des congolais, dans le but de discréditer le souverain Léopold II, invoquant une vie privée tumultueuse.
À la suite de ces remarques, le Roi décide d’envoyer Edmond Janssens, avocat général près la Cour de cassation, pour qu’il fasse une investigation sur la situation du Congo. Cependant, les parlementaires s’opposaient tout de même à la reprise du Congo, le souverain, lui continua à entreprendre ses affaires. Paul de Smet de Naeyer, chef du gouvernement jusqu’à 1907, se sentait incapable de régler le contentieux entre le Roi et le Parlement quant à la question du Congo. Il démissionne sous prétexte du vote du projet de loi fixant la durée du temps de travail dans les mines belges.
C’est finalement Jules de Trooz, successeur de Paul de Smet de Naeyer, qui annonce sa volonté au Parlement de reprendre le Congo par un traité. Mais sa mort le rattrape de manière inattendue, l’empêchant de poursuivre sa volonté de reconquérir le Congo. Par la suite, François Schollaert, qui lui succède en tant que Chef de cabinet belge en 1908, décide, dans la suite du gouvernement précédent, de porter le projet de traité de Jules de Trooz devant les Chambres.
La question sur la reconquête du Congo sera alors réglée à la suite des votes conclus par les députés et les sénateurs le 20 août 1908, ainsi que par le Roi Léopold II le 18 octobre. C'est en réussissant à "gagner la confiance du vieux monarque et l'adhésion des Chambres" que François Schollaert a fait passer ce traité qui rendait l'État indépendant du Congo, la nouvelle colonie belge.
Le traité est finalement voté par les chambres à 83 voix en faveur pour 54 voix contre et 9 abstentions. Le Congo devient dès lors à nouveau, une colonie belge le 15 novembre 1908.

## Démission en cours de législature
Léopold II, encore Roi lorsque Schollaert devient Premier ministre en 1908, partageait des idées similaires à celles du gouvernement en place. Son neveu Albert Ier monte sur le trône le 23 décembre 1909, soit 6 jours après la mort de son oncle. Le Roi Albert Ier se voit « imposer » le gouvernement déjà présent. Celui-ci n’était pas d’accord avec tous les projets proposés par le Gouvernement Schollaert, tel que la loi scolaire.
De plus, en 1910, le parti catholique tombe de 8 à 6 voix au Parlement. Par conséquent, Frans comptait sur les libéraux et socialistes pour avoir les votes nécessaires pour l’adoption de la loi scolaire. Il espérait recevoir le soutien de la droite entière, ce qui ne fut pas le cas cependant. Ceci engendra un déséquilibre gouvernemental. A ce moment-là, Charles Woeste, homme politique, en profita pour discréditer le Gouvernement Schollaert et son idée de « bons scolaires ».
Le 5 août 1910 le roi  Albert Ier demanda à Schollaert à faire des remaniements afin d’avoir des personnes en qui il avait confiance au Gouvernement.
Le 3 juin 1911, le Roi prévient Schollaert qu’il va demander au président de la Chambre ce qu’il pense du Gouvernement.
Le Roi lui retire alors sa confiance. Ayant perdu la confiance du Parlement et du Roi, François Schollaert est « obligé » de démissionner, ce qu’il fit le 7 juin 1911.
C’est le Gouvernement de Broqueville qui lui succéda.

## Remaniements
Les remaniements qui ont eu lieu au sein du Gouvernement Schollaert ne sont pas anodins. 
- 30 octobre 1908
  - Jules Renkin est nommé ministre des colonies
  - Jules Renkin démissionne comme ministre de justice  et est remplacé par Léon de Lantsheere
  - Frans Schollaert est nommé ministre de l'agriculture
- 5 août 1910
  - Édouard Descamps démissionne comme ministre des arts et des sciences et est remplacé par Frans Schollaert
  - Frans Schollaert démissionne comme ministre de l'agriculture et est remplacé par Joris Helleputte
  - Auguste Delbeke démissionne comme ministre des travaux publics et est remplacé par Joris Helleputte
- 5 septembre 1910
  - Frans Schollaert démissionne comme ministre de l'intérieur et est remplacé par Paul Berryer
  - Joris Helleputte démissionne comme ministre des chemins de fer, des postes et de la télégraphe et est remplacé par Charles de Broqueville.